# 奇异球菌目
奇异球菌目（学名：Deinococcales）是奇异球菌门下的一个目。

## 下属分类
本目包括以下科：
- 奇异球菌科 Deinococcaceae
- 海栖热菌科 Marinithermaceae
- 栖热菌科 Thermaceae
- 特呂珀菌科 Trueperaceae